# Jonathan Tiernan-Locke
Jonathan Tiernan-Locke (ur. 26 grudnia 1984 w Plymouth) – brytyjski kolarz szosowy, zawodnik grupy UCI ProTeams Sky Procycling.

## Najważniejsze osiągnięcia
- 2010
  - 1. miejsce na 5. etapie Rás Tailteann
- 2011
  - 2. miejsce w Vuelta Ciclista a León
    - 1. miejsce na 4. etapie

  - 5. miejsce w Tour of Britain
- 2012
  - 1. miejsce w Tour Alsace
    - 1. miejsce na 2. i 4. etapie

  - 1. miejsce w Tour Méditerranéen
    - 1. miejsce na 1. i 4. etapie

  - 1. miejsce w Tour du Haut Var
    - 1. miejsce na 2. etapie

  - 1. miejsce w Tour of Britain
  - 2. miejsce w Vuelta a Murcia
  - 3. miejsce w cyklu UCI Europe Tour